# Собно
Собно (пол. Sobno, нім. Sooben) — село в Польщі, у гміні Лукта Острудського повіту Вармінсько-Мазурського воєводства.
Населення — 23 особи (2011).

## Демографія
Демографічна структура станом на 31 березня 2011 року:
|          | Загалом | Допрацездатний вік | Працездатний вік | Постпрацездатний вік |
| -------- | ------- | ------------------ | ---------------- | -------------------- |
| Чоловіки | 13      | 3                  | 10               | 0                    |
| Жінки    | 10      | 2                  | 6                | 2                    |
| Разом    | 23      | 5                  | 16               | 2                    |